# Christoph Bernhard von Galen

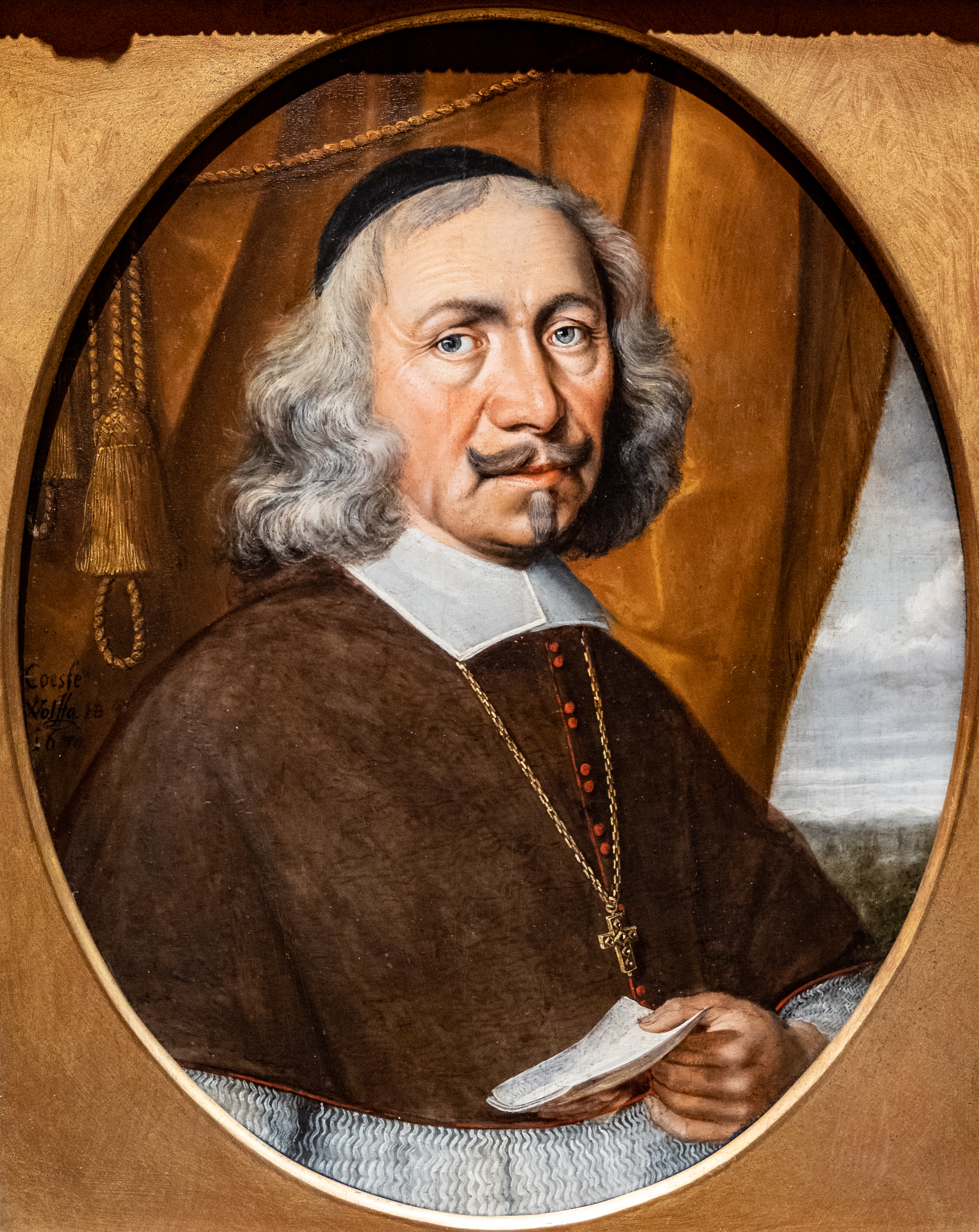
Fürstbischof Christoph Bernhard von Galen (1670)

Christoph Bernhard von Galen (* 12. Oktober 1606 auf Haus Bisping bei Rinkerode in Westfalen; † 19. September 1678 in Ahaus) war katholischer Priester und vom 14. November 1650 bis zu seinem Tode Fürstbischof von Münster. Er wurde beigesetzt in der St.-Josephs-Kapelle im St.-Paulus-Dom zu Münster.

## Herkunft und Ausbildung
Christoph Bernhard von Galen wurde als Kind protestantischer Eltern aus dem Adelsgeschlecht derer von Galen am 12. Oktober 1606 geboren. Sein Vater, Dietrich von Galen, besaß Güter im Baltikum und führte den Titel eines kurländischen Erbmarschalls. Während eines Landtages in Münster tötete Dietrich von Galen am 15. Februar 1607 den münsterischen Erbmarschall Gerd Morrien zu Nordkirchen und musste infolgedessen zwölf Jahre auf Burg Bevergern im Arrest verbringen. Weil seine Frau ihn freiwillig begleitete, wurde der junge Christoph Bernhard 1616 unter die Obhut seines Onkels, des münsterischen Domherrn Heinrich von Galen, gestellt. Dieser ließ ihm eine katholische Erziehung durch münsterische Jesuiten am Paulinum zuteilwerden.

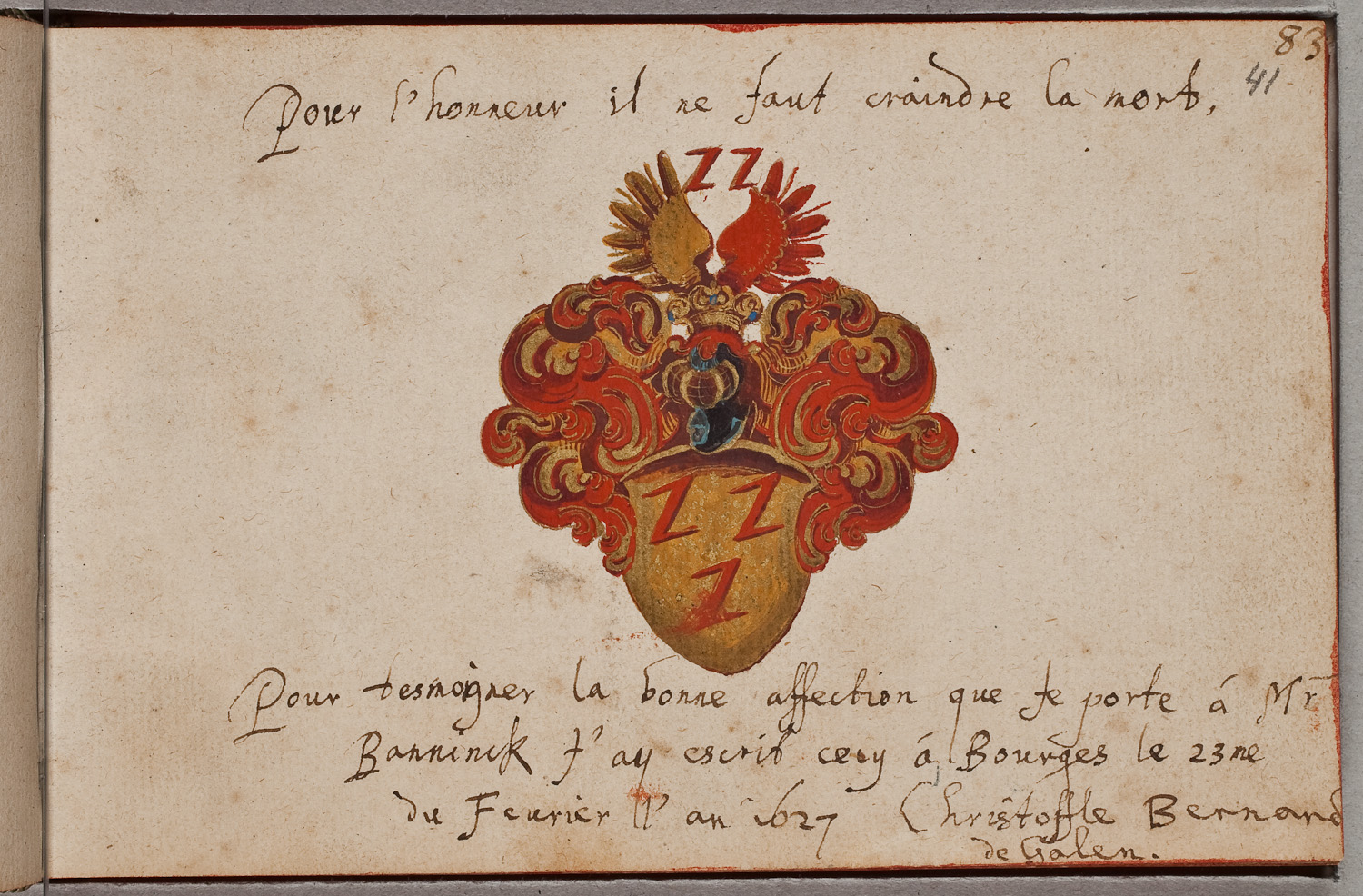
Eintrag Christoph Bernhard von Galen im Stammbuch (Freundschaftsalbum) von Frans Banning Cocq, 11. Februar 1627

Die Jesuiten vermittelten Galen ein konfessionell geprägtes Weltbild. Mit 13 Jahren erhielt er 1619 seine erste Aufgabe für das Domkapitel zu Münster. Als er das erforderliche Alter erreicht hatte, zog er nach Köln und Mainz, um an einem Jesuitengymnasium 1626 seine Studien abzuschließen. In Löwen und Bordeaux absolvierte Bernhard von Galen ein Studium der Rechtswissenschaft. Im Juli 1627 kehrte er nach Münster zurück. Die Zeit des Dreißigjährigen Krieges (1618–1648) prägte ihn. 1630 wurde er Domthesaurar und 1634 Geistlicher Rat. Es gab zu dieser Zeit nicht viele politisch engagierte Domherren. Galen übernahm viele diplomatische Aufträge. Immer wieder nahm er an Verhandlungen mit den kaiserlichen Generälen in Westfalen teil.

## Laufbahn

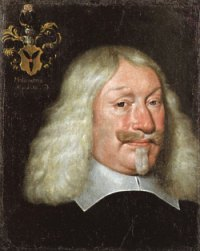
Bernhard von Mallinckrodt, 1650

Im Jahre 1642 wurde ihm die Domküsterei und 1643 eine der drei Geheimratsstellen übertragen. Bei den Friedensverhandlungen zum Westfälischen Frieden in Münster (1648) gehörte er zur kurkölnischen Gesandtschaft unter dem Osnabrücker Bischof Franz Wilhelm von Wartenberg, die die Interessen der katholischen Kirche vertrat. Nachdem Galen gegen Bernhard von Mallinckrodt zum Bischof von Münster gewählt worden war, erhielt er im September 1651 die Bischofsweihe. Sein Amt richtete er nach dem Bischofsideal aus, das auf dem Konzil von Trient (1545–1563) vorgestellt worden war. Infolgedessen versuchte er, verschiedene Reformdekrete umzusetzen. Er beseitigte das im Klerus verbreitete Konkubinat und zeigte durch halbjährliche Synoden und durch Visitationen seinen Reformeifer. Zudem förderte Galen Wallfahrten, wie die 1651 erstmals angeordnete Wallfahrt nach Telgte, oder 1654 die Prozession in Vinnenberg. Galen war dank der Erfahrungen des Dreißigjährigen Krieges ein geschickter Außenpolitiker. Er regierte selbst und führte den Vorsitz im Geheimen Rat. Die Überlieferungen beschreiben ihn als höflich und umgänglich, aber er vertrug keinen Widerspruch und geriet auch mit engen Vertrauten in Konflikt. Im Alter sagte man ihm Unverträglichkeit und Starrsinn nach. Das Verhältnis zum münsterischen Domkapitel war eher angespannt. Dies schuf schon in den ersten Amtsjahren eine missmutige Stimmung gegenüber dem Bischof.

## Wirken
Wie die meisten münsterischen Bischöfe seit dem Mittelalter residierte Christoph Bernhard von Galen wechselnd auf den Amtsburgen in Ahaus, Horstmar, Sassenberg und Wolbeck, meistens aber in Coesfeld. Dort ließ er von 1655 bis 1659 vor dem Viehtor die nach dem ersten münsterischen Bischof benannte St.-Ludgerus-Burg bauen. Doch die Pläne des Bischofs wurden nie ganz ausgeführt. Nach seinem Tod ließ man die Festung verfallen. Nur wenige Reste der ehemaligen Zitadelle haben sich im Stadtbild erhalten (Straßennamen: Burgwall, Burgring, Am Ravellin). Galens militärische Eroberungen gingen später wieder verloren.

### Abwehr äußerer Feinde

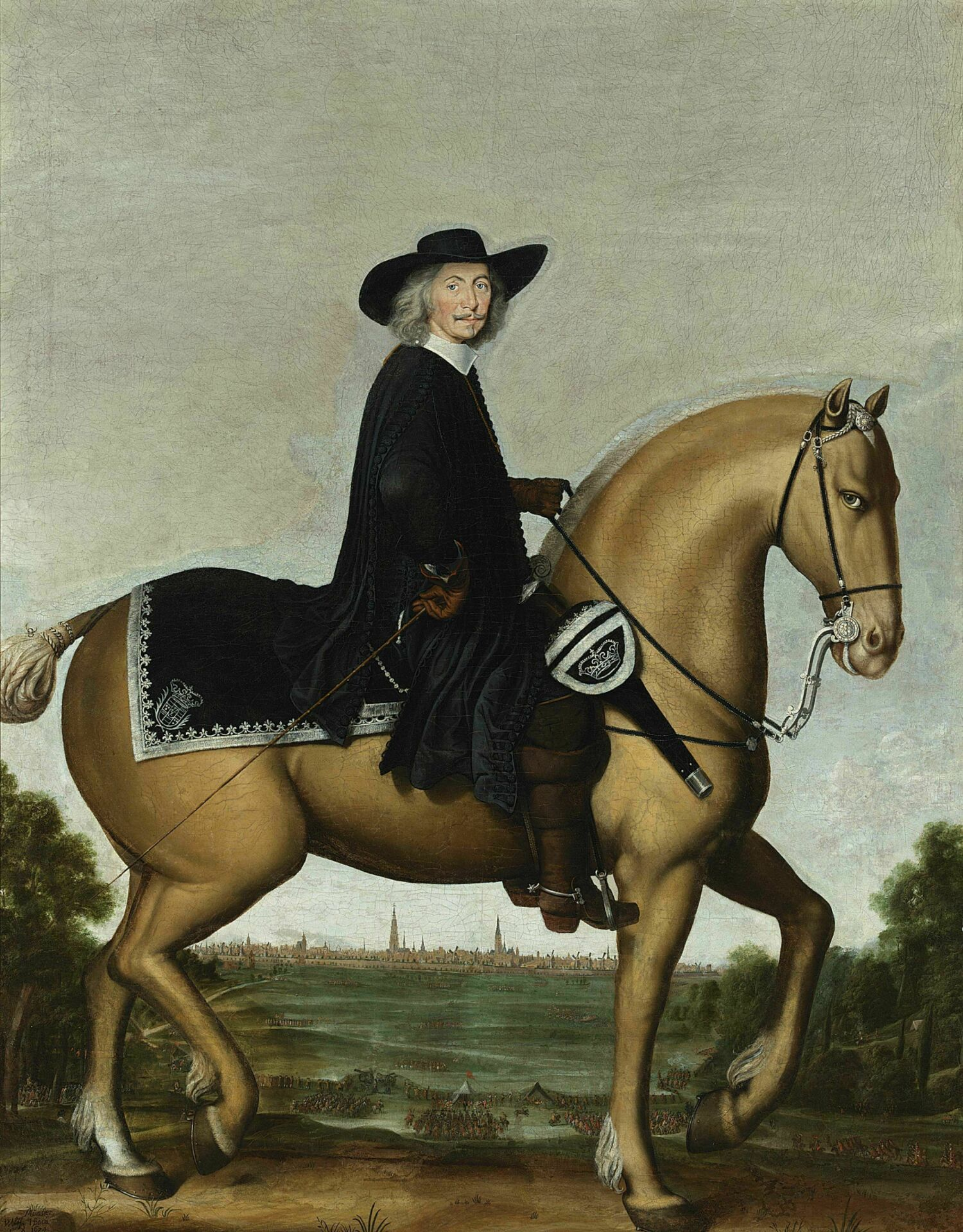
Christoph Bernhard von Galen zu Pferde (vor der Silhouette der Stadt Groningen), Gemälde von Wolfgang Heimbach, 1674

Galen strebte zuallererst nach der Ausweisung der auswärtigen protestantischen Truppen aus dem Umland, die nach dem Krieg noch immer mehrere Festungen besetzt hielten, und zwar als Pfand dafür, dass ihnen die im Westfälischen Frieden festgelegten hohen Geldbeträge gezahlt werden. Hessen lagen in Coesfeld, Niederländer in Bevergern und Schweden in Vechta. Galen gelang es, die Gelder für die Auszahlung der Hessen aufzubringen, sodass sie am 8. Juli 1651 aus Coesfeld abrückten. Die Bevergerner Burg war seit langem von den Niederländern besetzt, die nicht abziehen wollten, obwohl der Friedensvertrag die Rückgabe an Münster vorsah. Neuerlichen Krieg durch den Einsatz eines Entsatzheeres zog der Fürstbischof nicht ernsthaft in Erwägung. Stattdessen schaffte er es mithilfe der berühmt gewordenen sieben Landsknechte am 28. August 1652, die Burg ohne Blutvergießen, nur mit einer List, zurückzubekommen. Weitaus schwieriger war die Rückgewinnung der Stadt Vechta. Ende des Jahres 1653 nahm Galen auch deswegen am Regensburger Reichstag teil. Nachdem die Stadt Münster 50.000 Taler vorgeschossen hatte, zogen die Schweden tatsächlich am 13. Mai 1654 ab. Der Bischof erinnerte durch Schenkungen und Spenden an das Stift an seine militärisch-politische Stärke. Er ließ keine Gelegenheit aus, um seine Kompetenzen pompös darzustellen.

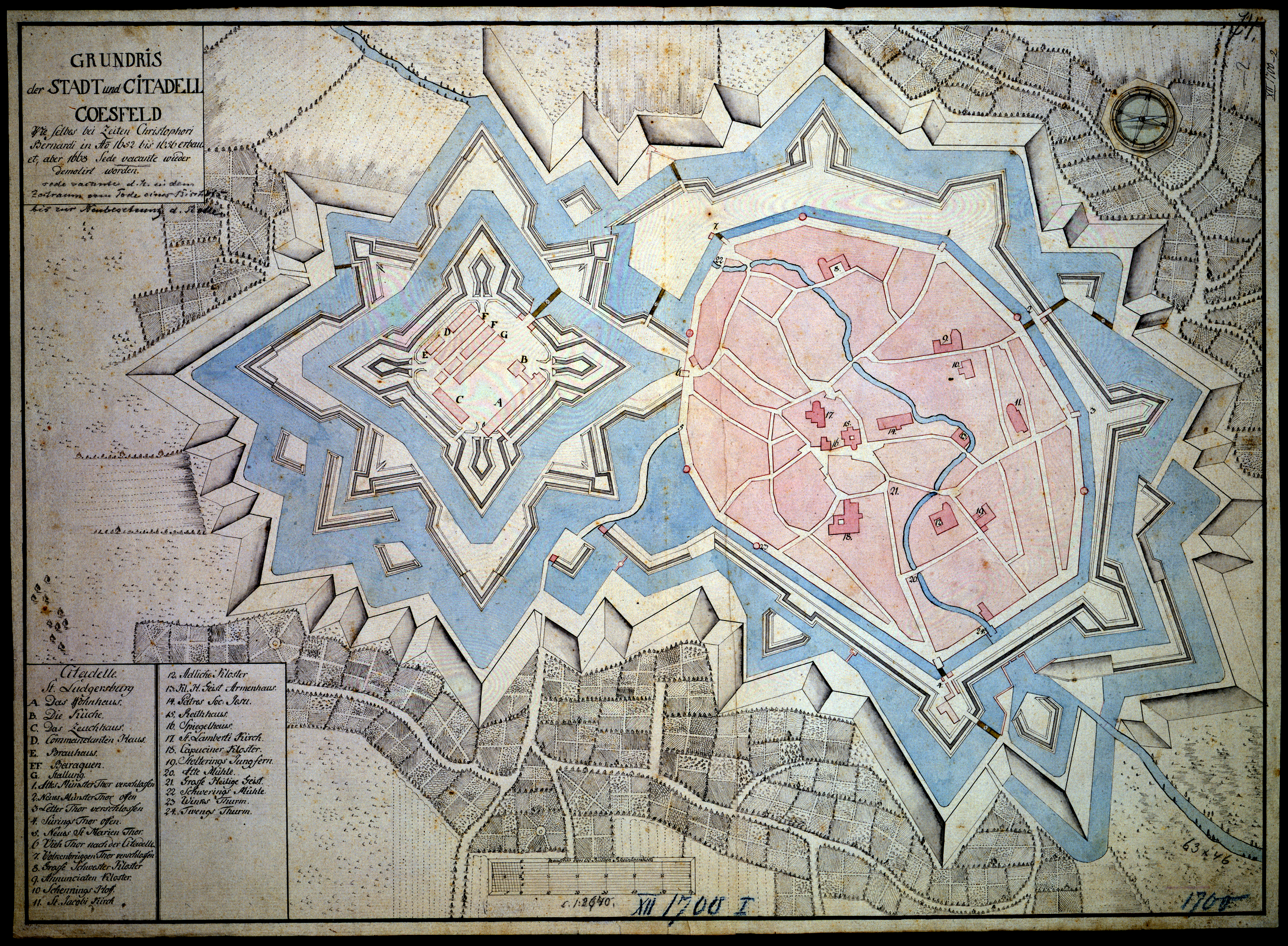
Von Galens Residenzstadt Coesfeld mit Ludgerusburg

Christoph Bernhard von Galen

Aus der kaiserlichen Armee des Dreißigjährigen Kriegs in Westfalen hatte Galen 1651 für sein Gebiet 1500 Soldaten rekrutiert, die er 1654 zu einer Streitmacht von 3000 Mann aufstockte, um sich gegen die protestantischen Nachbarn zu behaupten. Vor allem die expandierenden Niederländer waren Galen ein Dorn im Auge. Die Verteidigung war Aufgabe der Landesfürsten. Daher legte Galen verschiedene Zitadellen an, um die Landstände zum Unterhalt eines stärkeren Heeres zu zwingen: bei Coesfeld, das er als Residenz erwählte, die Ludgerusburg, die Zitadelle von Münster und die Zitadelle Vechta. Seine Garnisonen lagen zeitweilig überall verteilt im Stift. Warendorf, Rheine und Meppen erhielten neue Festungen.
Galens Außenpolitik konzentrierte sich immer wieder auf seinen Erbfeind: die kalvinistisch geprägte Republik der Vereinigten Niederlande. Von den Niederländern wurde er auch „Bommen Berend“ („Bomben-Bernd“) genannt, da er sich als Bischof im Kriegsgewand intensiv auf die Bombardierung mithilfe von Mörsergeschossen konzentrierte. Unter dem Vorwand, mit der Eintreibung von Abfindungsgeldern für das Harlingerland beauftragt zu sein, ließ der Bischof Dezember 1663 seine Truppen in Ostfriesland einmarschieren. Unter Oberst Elverfeld wurden die Hampoeler und die Dieler Schanze erobert.
Zur Unterstützung niederländischer Katholiken ließ er im Grenzgebiet Missionsstationen errichten.
Im September 1665 ging Galen ein Bündnis mit dem englischen König Charles II. ein, der Verbündete im von ihm losgetretenen Zweiten Englisch-Niederländischen Seekrieg suchte, um die Herrschaft in Borkeloh (niederländisch Borculo, veraltet Heerlijkheid Borkelo) zu erobern. Mit Georg Christian von Hessen-Homburg als Oberbefehlshaber gelang ihm die militärische Eroberung der Twente, des Achterhoeks und Westerwoldes, und seine Truppen überquerten das Bourtanger Moor. Doch französische und brandenburgische Intervention verhinderte einen Erfolg, sodass es am 18. April 1666 zum Frieden von Kleve kam, in dem Galen auf Borkeloh verzichtete. 1668 kam die Grafschaft Bentheim in seinen Besitz, weil es ihm gelang, Ernst Wilhelm von Bentheim-Steinfurt zum katholischen Glauben zu bekehren. Damit fehlte ihm nur noch die Grafschaft Lingen, ebenfalls ein Protektorat der Niederländer.

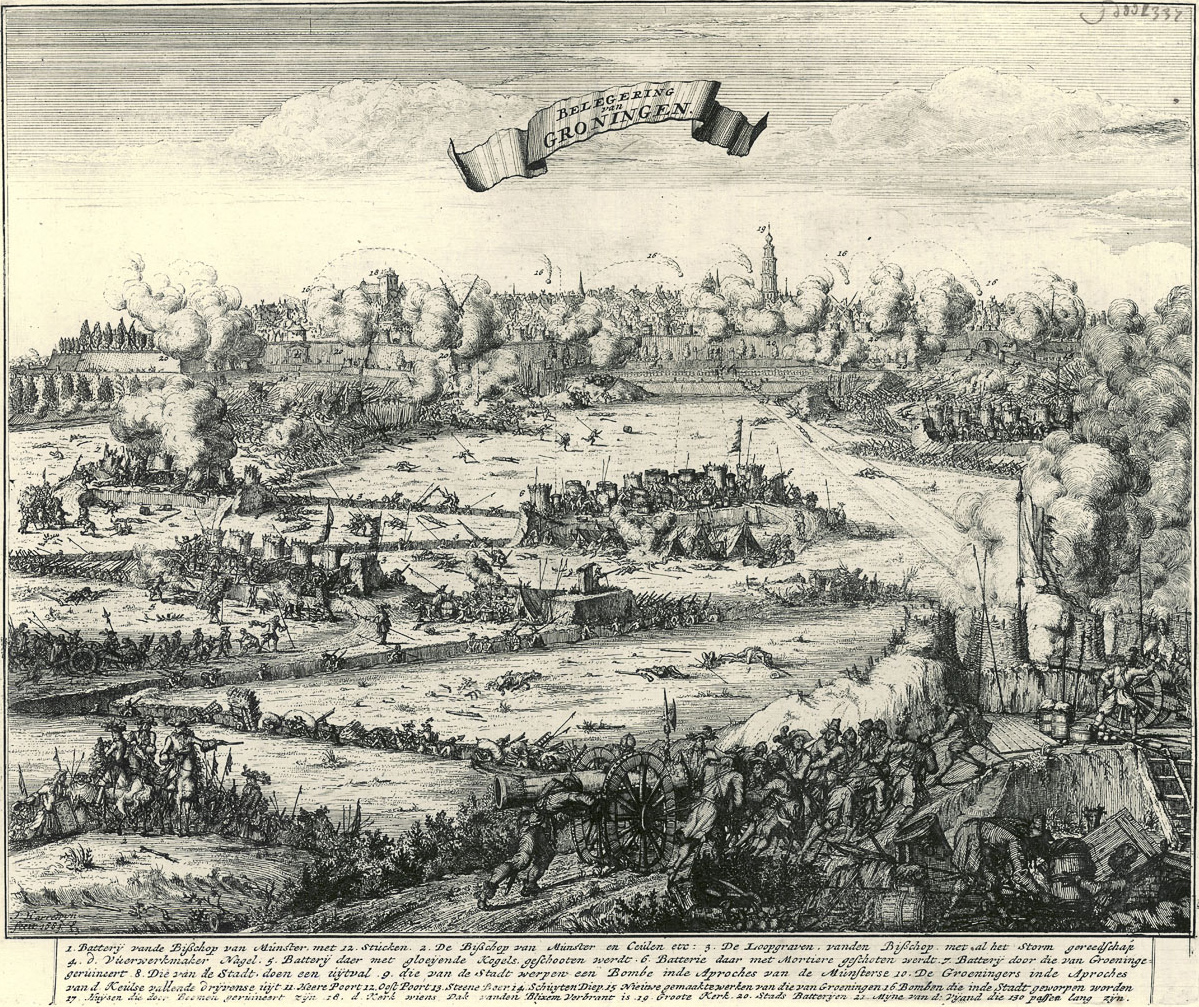
Die Belagerung Groningens nach einem Stich von Jacques Harrewyn (1683)

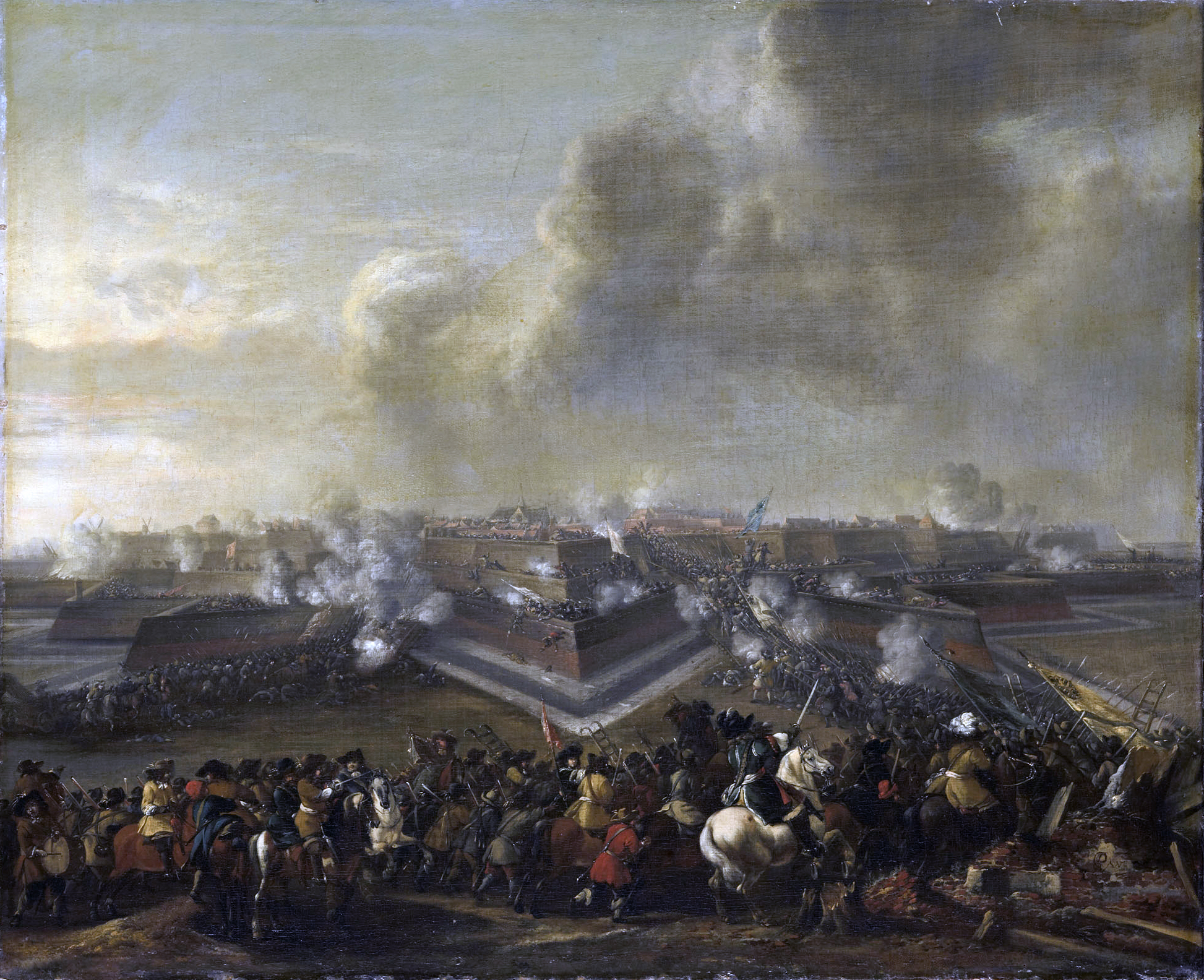
Der Sturm auf Coevorden (Gemälde von Pieter Wouwerman 1672–82)

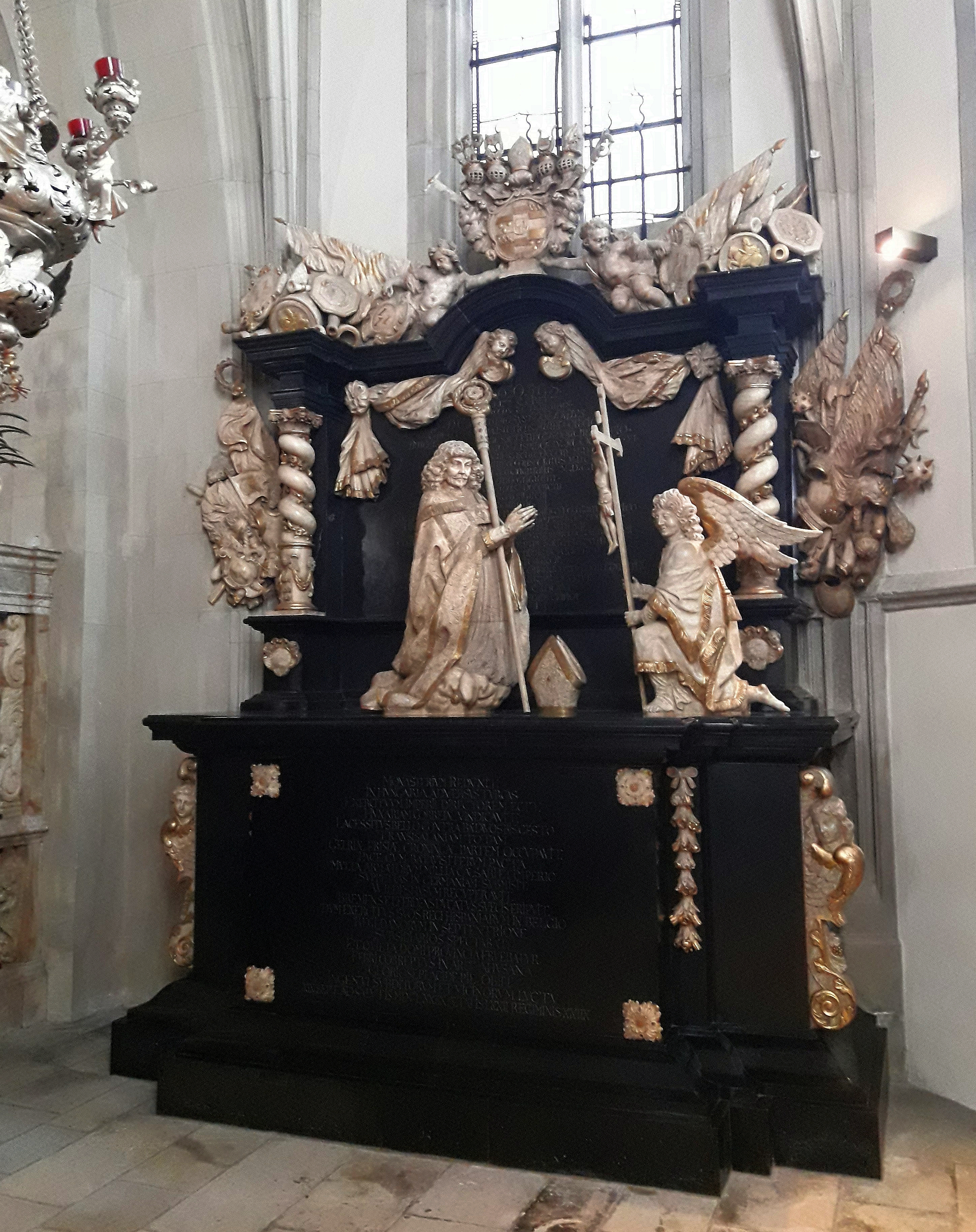
Grabdenkmal für Fürstbischof Christoph Bernhard von Galen (1606–1678) in der Josephskapelle des Domes zu Münster/Westfalen, Deutschland

Im Juni 1672 unternahm er mit einer Armee von knapp 25.000 Mann im Holländischen Krieg einen zweiten Versuch, jetzt im Bündnis mit Frankreichs Ludwig XIV. und dem Kurfürsten von Köln, Maximilian Heinrich von Bayern. Nach anfänglichen Erfolgen, die Galen seiner Artillerie verdankte, forderte Ludwig XIV. Eroberungen in Gelderland, jenseits der IJssel. Von Galen richtete seine Pfeile nach Norden und eroberte Zwolle, Kampen (Niederlande) und Coevorden. Die münsterische Offensive blieb im August 1672 vor Groningen stecken, weil östlich und westlich der Stadt 45.000 ha inundiert wurden. Carl von Rabenhaupt verteidigte die Stadt und eroberte am 30. Dezember die Festung Coevorden.
Als Raimondo Montecuccoli und Friedrich Wilhelm von Brandenburg sich mit der Republik der Sieben Vereinigten Provinzen verbündeten, eilte von Galen nach Soest. Das kaiserliche Hilfskorps durfte aber nichts Entscheidendes gegen von Galen unternehmen und der damit nicht einverstandene Montecuccoli legte Anfang 1673 das Kommando nieder. Oktober 1673 versuchte von Galen nochmals, Coevorden zu erobern. 1400 seiner Soldaten ertranken wegen eines Sturmes und Dammbruchs. März 1674 versuchte er zum letzten Mal, Groningen zu erobern. Am 22. April zogen sich seine Truppen zurück.
Nach dieser Niederlage bewies er dem Kaiser seine Treue, indem er ihm Truppen für den Krieg gegen Frankreich im Elsass stellte. 1675 und 1676 eroberte von Galen als Oberkommandierender eines alliierten Heeres, bestehend aus münsterschen, brandenburgischen, lüneburgischen und dänischen Truppen dann von Vechta aus in einem Feldzug die schwedischen Herzogtümer Bremen und Verden. Weiterhin kämpften seine Truppen 1677/1678 in Schonen, nahmen an der Invasion auf Rügen gegen die Schweden teil und kämpften am Rhein gegen die Franzosen.
Seine Truppen bestanden aus Söldnern, die er durch Subsidien finanzierte. Kaum ein Nachbarstaat hat nicht zeitweise unter dem Einfall oder unter Einquartierung der Truppen von „Bomben-Bernd“ oder des „Kanonen-Bischofs“ gelitten. Selbst die Grafschaften Lippe, Ravensberg und Lingen mussten dies ertragen.
Des Bischofs Cousin Gerhard Lothar von Büren († 1660) amtierte als Domdekan in Speyer und er wählte ihn zu seinem Testamentsvollstrecker.

### Wirtschafts- und Sozialpolitik

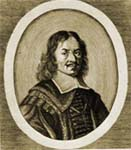
Christoph Bernhard von Galen

Als Wirtschaftsförderer im Sinne des Merkantilismus gilt Christoph Bernhard von Galen als nicht besonders erfolgreich. Eine 1653 in Ahaus mit niederländischen Fachleuten eingerichtete Fayencemanufaktur stellte den Betrieb 1657 wieder ein. Auch eine Papiermühle in Stadtlohn wurde nur kurzzeitig betrieben. Während der Amtszeit Christoph Bernhards von Galen verarmte das Hochstift Münster infolge der zahlreichen Feldzüge und des Unterhalts eines starken Heeres. Allerdings erwies sich die Förderung der 1630 gegründeten Moorkolonie Papenburg durch von Galen als nachhaltiger Erfolg. Papenburg wurde so zur wirtschaftlich stärksten Gemeinde des Emslandes.
Erfolgreich war von Galen auch als Gründer von Klöstern und als Landesherr, der sich darum bemühte, dass in allen Orten seines Bistums Schulen betrieben wurden, in denen auch Mädchen unterrichtet wurden.
1661 ordnete Galen an, in der früheren stadtmünsterischen Leprosenstiftung Kinderhaus ein Werk- und Arbeitshaus für bettelnde, verwahrloste Jugendliche einzurichten. Am 29. April 1662 erließ Galen eine Judenordnung für das Hochstift Münster. Sie blieb bis zur Säkularisation des Hochstiftes 1803 in Kraft.

### Niederschlagung von Widerstand innerhalb des Bistums
Als Galen 1657 von der Stadt Münster forderte, den Soldaten Verpflegung und Unterbringung zu gewährleisten, weigerte sich die Bürgerschaft, dieses kostspielige Unternehmen finanziell zu tragen. Der Einwand, dass die Stadtverteidigung schon immer Aufgabe der Bürger selbst gewesen war, überzeugte Galen nicht. Er holte sich rechtlichen Rückhalt durch den Regensburger Reichsabschied und begann, die Einquartierung seiner Truppen durchzusetzen. Der Konflikt erreichte seinen Höhepunkt, als Galen seine eigene Stadt Münster nach einer zweimonatigen Belagerung unterwarf. Die Stadt widerstand den bischöflichen Truppen lange Zeit, da die Staaten der Niederlande die Stadt unterstützten, doch als dies schließlich wegfiel, unterwarf sich Münster am 26. März 1661, nach neun Monaten Belagerung. Der Bischof schaffte die freie Ratswahl ab, ernannte zwei neue Bürgermeister und zwölf Ratsherren. Nach dem Fall Münsters überließ Galen die städtischen und seine eigenen Truppen als Dank für kaiserliche Truppenhilfe dem Kaiser für den Türkenkrieg in Ungarn. Seine Truppen kamen allerdings zu spät, um noch großen Einfluss auf den Verlauf des Krieges zu nehmen. Schon wenige Wochen nach dem Eintreffen der Truppen wurde der Frieden von Eisenburg (1664) geschlossen.
Auf der Sockelinschrift des Grabes des Fürstbischofs im Dom zu Münster ist noch heute zu lesen: „Monasterium reduxit (Er hat Münster [zum Gehorsam] zurückgeführt).“

### Festigung des Katholizismus im Bistum und im Reich

#### Rekatholisierung westfälischer Adelsgeschlechter
Während es unter den Adeligen in Westfalen am Anfang des 17. Jahrhunderts noch eine „konfessionelle Unschärfe“ gab und protestantische Ansichten weit verbreitet waren, addierten sich nach 1650 einzelne Konversionen von Adeligen zur katholischen Konfession zu einer Bewegung, die schließlich eine große konfessionelle Uniformität im Oberstift Münster herstellte. Maßgeblich für diesen Prozess war der Ausschluss des protestantischen Adels von den lukrativen kirchlichen Pfründen und landesherrlichen Ämtern, der bereits vor dem Amtsantritt von Galens wirksam wurde.

#### Rettung des Klosters Corvey

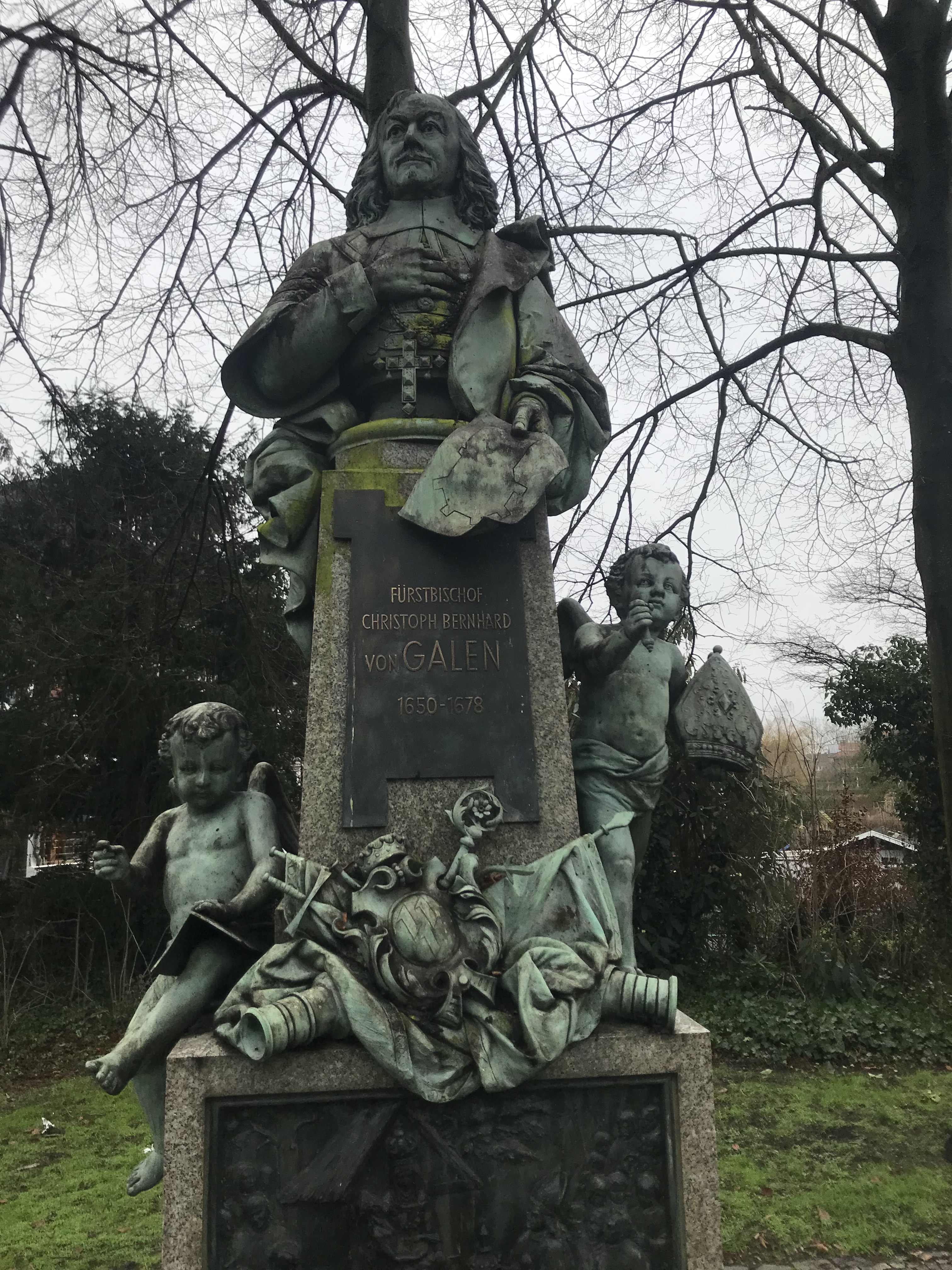
von-Galen-Denkmal in Telgte

Nach den Verheerungen des Dreißigjährigen Krieges stand das Kloster Corvey kurz vor dem Untergang, als Bischof Christoph Bernhard von Galen 1665 dessen Administrator wurde. Er stiftete die barocke Abteikirche und belebte das Kloster durch die Wiedereinsetzung eines adligen Konvents. Nachdem sich das klösterliche Leben einigermaßen gefestigt hatte, erfolgte die Wahl des Abtes wieder aus den Reihen des Konvents.

#### Bau der Marienkapelle in Telgte und Wiederbelebung der Wallfahrten
Als Fürstbischof war von Galen ein großer Förderer der Marienwallfahrt nach Telgte. Im Jahr 1654 legte er den Grundstein für den Bau der Wallfahrtskapelle in Telgte. Auf Anregung des Telgter Pfarrers wurde zur Erinnerung an den Bauherrn im Jahre 1902 das von-Galen-Denkmal in Nähe der Telgter Marienlinde eingeweiht.

#### Umsetzung der Beschlüsse des Konzils von Trient
Den Konzilsvätern in Trient hatte sich die Aufgabe gestellt, die Kirche derart an Haupt und Gliedern zu verbessern, dass sie sich der Kritik und den theologischen wie organisatorischen Anforderungen der reformatorischen Lehren Luthers, Zwinglis und Calvins stellen konnte. Die von diesen Reformatoren vielfach – und gewiss mit Recht – angeprangerten Missstände des kirchlichen Lebens sollten beseitigt und neue Fundamente für die Lehre, die Kirchenorganisation und die christliche Bildung der Menschen gelegt werden. Gerade auf diesem Felde hatten die jungen, sich evangelisch verstehenden Gemeinschaften Bedeutendes geleistet. Auf der katholischen Seite galt es nun, ein neues und den Erfordernissen der Zeit entsprechendes Schulwesen zu entwickeln. Die geistige Ausformung und intellektuelle Durchführung dieser Aufgabe übernahmen weitgehend die Jesuiten, deren Niederlassungen bald in allen Bistümern Europas das höhere Schulwesen prägten und auch auf die niederen Schulen ausstrahlten. In Münster allerdings ließen sich die Jesuiten erst 1588 nieder, übernahmen alsbald die alte Domschule, das Gymnasium Paulinum, und führten ihr Kolleg auch als Priesterbildungsstätte. Kein Zufall, dass Christoph Bernhard von Galen „apud patres“ – bei den Vätern – zur Schule ging und von den Jesuiten 1651 feierlich als erster Schüler ihrer Schule auf dem Bischofsthron zu Münster begrüßt wurde.
Innerhalb der Tridentinischen Reform kam der Förderung des Schulwesens eine wichtige Rolle zu. Galen kannte seine Priester und ihre Schwächen wie Stärken wahrscheinlich sehr genau, bemühte er sich doch ausdrücklich auch durch seine Weihepolitik darum, die innere Struktur des Diözesanklerus zu verbessern und in der Öffentlichkeit ein neues Priesterbild zu entwickeln. Dabei war ganz klar, dass die Betreuung der Jugend den Geistlichen allein kaum übertragen werden konnte. Die Forderungen des Bischofs an seine Priester nach regelmäßiger Zelebration, die genaue Beachtung der kirchlichen Feste, Sitten und Gewohnheiten, die normale Seelsorgearbeit mit Taufen, Hochzeiten, Krankenbetreuung, Sterbebegleitung oder Beerdigungen mussten es einem aktiven Priester fast unmöglich machen, auch noch den regelmäßigen Unterricht der Schulkinder in festen zeitlichen Grenzen wahrzunehmen. Da aber neben der sonntäglichen Katechese in der Christenlehre der alltägliche Unterricht in „pietate, moribus ac litteris“ treten sollte, mussten die Schulen deutlich aktiviert werden. Somit ergab sich aus Galens Reformprogramm schlüssig die institutionalisierte, juristisch wie wirtschaftlich gesicherte Pfarr-Schule als ergänzendes Element der Seelsorge. Dass diese Schulen auch weitere Kenntnisse im Lesen, Schreiben oder gar Rechnen und sogar im Lateinischen vermitteln konnten, musste nicht notwendig schädlich sein, sondern vielmehr den Bildungsstand auf dem Lande heben, den wirtschaftlichen Interessen der Bauern und Bürger dienen und außerdem die Basis für den benötigten Nachwuchs in Klerus und Beamtenschaft deutlich verbreitern.
Durch über 40 Synoden in Münster, von denen Zeugnisse überliefert sind und zu denen der gesamte Bistums-Klerus aufgeboten wurde, durch eine rege Visitationstätigkeit und regelmäßige Kontrollen bemühte sich dementsprechend Galen, das kirchliche Leben im Hochstift Münster im Geiste des Tridentinums neu zu formen. Eine Kette von Synodal-Verfügungen und weiteren Erlassen sowie das persönliche Eingreifen des Bischofs bis hinunter in die Gemeinden führte zu einem enormen Aufblühen des niederen Schulwesens bis hinein in die abgelegenen Bauerschaften des Münsterlandes.

#### Schulreformen
Die münsterländische Schulgeschichte setzt – wie in anderen Regionen des Reiches auch – mit den schon mittelalterlichen Lateinschulen am Bischofssitz Münster und in den vierzehn landtagsfähigen Städten ein. Im Jahre 1573, am Ende der seit 1571 laufenden großen Bistumsvisitation unter Fürstbischof Johann von Hoya, der dabei von Reformern wie Everwin von Droste zu Hülshoff unterstützt wurde, gab es im Oberstift Münster mit seinen 130 Pfarren und Kirchspielen gerade 33 Gemeinden, die ein irgendwie geartetes Schulwesen vorweisen konnten. Bis zur Bistumsvisitation von 1613 bis 1616 stieg diese Zahl auf 55. Die nachfolgenden 20 Jahre, die noch nicht von zu heftigen Kriegsereignissen für das Münsterland geprägt waren, brachten noch einmal ein knappes Dutzend Schulgründungen hervor. Allen diesen um 1650 existierenden etwa 65 Schuleinrichtungen war aber weitgehend ihre Instabilität eigen – der Betrieb wurde immer wieder eingestellt. Mit dem Amtsantritt Christoph Bernhards wurde dies deutlich und nachhaltig anders.
Den schon bestehenden Schulen gab Galen ein räumlich, finanziell und personell geordnetes Fundament und ergänzte das bestehende Netz von Schulen durch zahlreiche Neugründungen oft gegen den Widerstand lokaler Entscheidungsträger. In den 28 Jahren seiner Regierung erreichte er eine Vollversorgung des Münsterlandes mit fundierten Schulen. Die zeitlichen Eckpunkte der Gründung neuer Schulen oder geordneter Fundierung bereits existierender Einrichtungen liegen vor allem zwischen den Jahren 1655 und 1662. Keine der in der Regierungszeit Galens schon vorhandenen oder neu fundierten Pfarrschulen wurde später wieder aufgegeben. Die Grundlage des niederen Schulwesens im Münsterland wurde in seiner Regierungszeit gelegt.
Als Christoph Bernhard von Galen 1675 seine Schul- und Kirchenordnung erließ, die in leicht veränderter Form auch von seinen Nachfolgern beibehalten wurde und mehr als 100 Jahre Geltung haben sollte, bildete sie fast schon den Schlusspunkt hinter dem großen Projekt.

#### Kampf gegen den Hexenwahn
In der ersten Hälfte des 17. Jahrhunderts wurde das Münsterland, verstärkt durch die Wirren des Dreißigjährigen Krieges, von einer Welle des Hexenwahns erfasst. Während von Galens Amtsvorgänger Ferdinand von Bayern Hexenprozesse als legitimes Instrument der Gegenreformation verstand, setzte sich sein Nachfolger gegen Wahrsagerei und Hexenglauben ein. Die Wasserprobe bei vermeintlichen Hexen und Zauberern ließ er 1658 verbieten.

## Bewertung
In einem Beitrag für das „Emslandbuch“ wurde im Jahr 1928 Christoph Bernhard von Galen als „starke Persönlichkeit“ gelobt. Er sei der Schützer und Erhalter der weiten linksemsischen Moorgebiete vor „ständige[n] Belästigungen an der Westgrenze“ durch Niederländer gewesen. Der Bischof sei „eine Kraftnatur“ gewesen, „die wie alle fürstlichen Zeitgenossen nach unumschränkter Herrschaft strebte“. Die „Riesenaufgabe“, nach dem Dreißigjährigen Krieg „das am Boden liegende Vaterland wieder aufzurichten“, hätten nur „starke Persönlichkeiten“ lösen können, da das Volk „zermürbt“ gewesen sei.

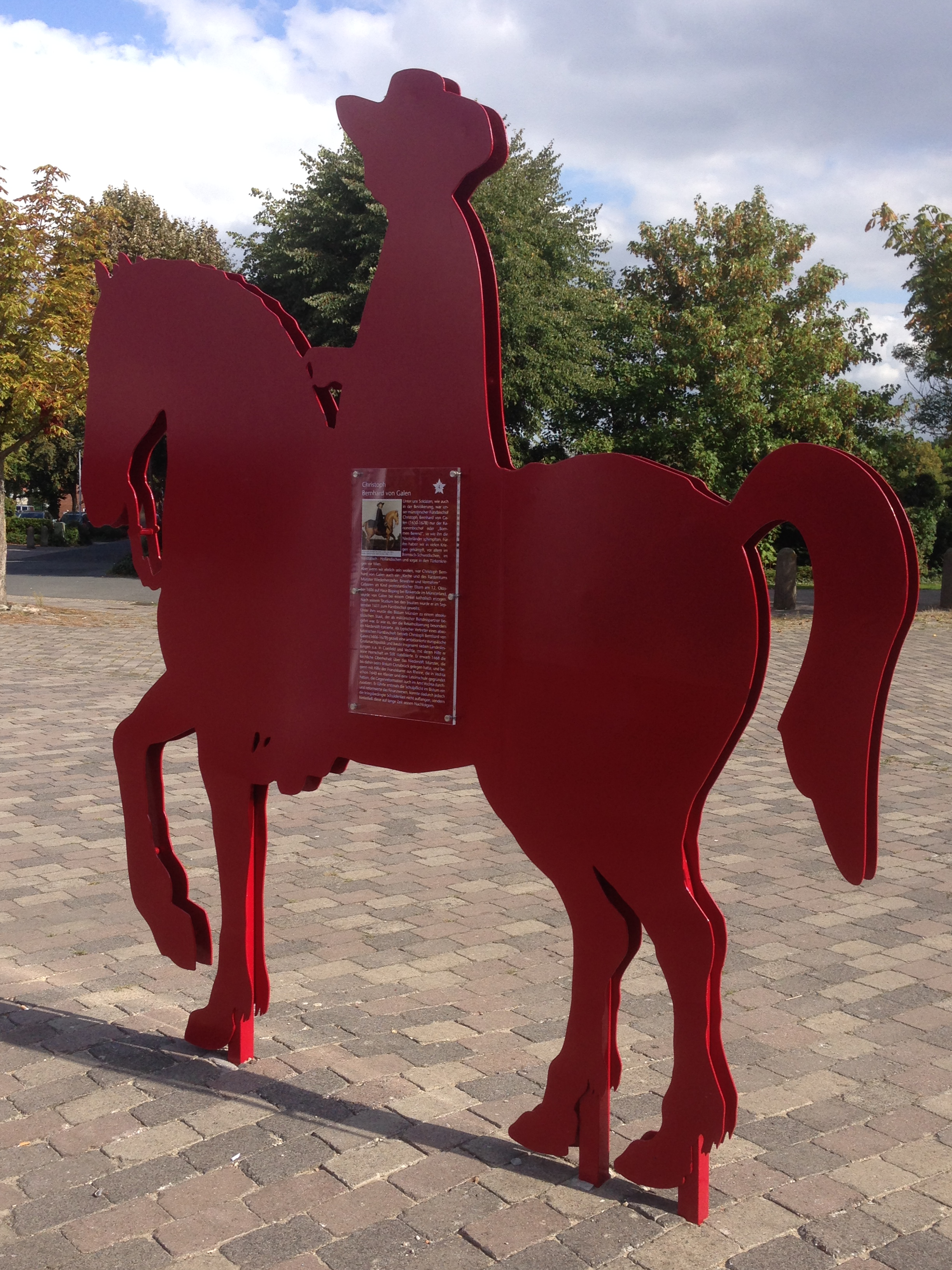
Eisenskulptur mit der Silhouette Christoph Bernhard von Galens zu Ross auf dem Platz vor dem Museum im Zeughaus in der Zitadelle Vechta

In einem aus Anlass des 750. Jahres der Grundsteinlegung des Doms zu Münster verfassten Artikel des Bistums Münster wird die starke Betonung der Rolle Christoph Bernhard von Galens als „Machtpolitiker“ kritisiert. Der Fürstbischof sei auch ein „tieffrommer Mann“ gewesen, „ein Reformbischof dazu, der das Trienter Konzil in seiner Diözese kraftvoll umsetzte: von der geistlichen Formung seines Klerus über Synoden und Visitationen bis zur Gründung vieler Wallfahrten, die noch heute bestehen.“ Die tiefe Verwurzelung der katholischen Konfession im Münsterland kann ihm als nachhaltiger Erfolg zugerechnet werden. Als Galen verstarb, konnte er sich somit zu Recht „Ecclesiae et Principatus Monasteriensis Restaurator, Conservator, Propagator“ nennen. Aus Anlass des 350. Jahrestages der Grundsteinlegung der Zitadelle Vechta stellten die Veranstalter einer Ausstellung im Museum im Zeughaus (Vechta) fest: Die Ausstellung „beschäftigt sich mit der Frage, welche positiven Kräfte, welche Visionen mit dem Aufbau der Zitadelle 1666 durch den münsterischen Fürstbischof Christoph Bernhard von Galen in der Bevölkerung der Stadt Vechta möglicherweise freigesetzt wurden. Nach dem Ende des Dreißigjährigen Krieges 1654 mit all seinen Schrecken und Unsicherheiten können die Menschen wieder anfangen, Perspektiven für ein neues Leben aufzubauen. Die neue Zitadelle kann zukünftig wieder Schutz und Ordnung im Alltag, die Übernahme der kirchlichen Oberhoheit durch Münster mit der Stiftung der Strahlenmadonna eine Stärkung des Glaubens bieten.“
Andere sehen trotz der Mahnung des Bistums Münster vor allem die Rücksichtslosigkeit der absolutistischen Herrschaft von Galens. Christoph Bernhard von Galen sei ein „papsttreuer Waffennarr“ gewesen, der die „freiheitsliebende[n] Niederlande“ drangsaliert habe. Berthold Seewald vertritt die Ansicht, von Galen habe die Zitadelle Münster vor allem deshalb bauen lassen, damit er zur Stadt hin freies Schussfeld erhalte, um so die renitenten Münsteraner unter Kontrolle halten zu können. Das schlechte Vorbild Christoph Bernhard von Galens habe Franz-Peter Tebartz van Elst, der in Coesfeld das Abitur ablegte und in Münster Theologie studierte und später Bischof von Limburg wurde, dazu animiert, den Habitus eines „Kirchenfürsten“ zu entwickeln, obwohl im 21. Jahrhundert wesentliche Grundlagen für eine derartige Lebensform fehlten (vor allem die Möglichkeit, „Widerspenstige“ als Inhaber der Staatsgewalt zu einem kirchenkonformen Verhalten zu zwingen).